# Cerkev sv. Lovrenca, Bašelj
Sv. Lovrenc nad Bašljem je cerkvica in priljubljena izletniška točka nad krajem Bašelj v občini Preddvor. Cerkev stoji na višini 892 mnm, od tod se ponuja lep razgled na del Ljubljanske kotiline, vse do Kranja in Šmarne gore. Sv. Lovrenc stoji na južnem pobočju nedaleč od gozdnatega vrha Gore (918 m), sicer pa neposredno pod Storžičem.

## Zgodovina
Cerkev je ena starejših na tem območju. Prvo omemba sega v leto okoli 1157. Zanimivo je, da je cerkvica omenjena tudi v srednjeveški ljudski pesmi »Galjot«. Je značilna podružnica s pravokotno ladjo in apsido, kasneje prezidano v prezbiterij. Številne prezidave in čas so uničili freske v notranjosti. Ohranjen je del pohoda sv. Treh kraljev na severni steni. Na zunanjosti je bil naslikan sveti Krištof, ki na rami nosi Kristusa. Ta se ga je z desnico držal za lase in blagoslavljal z levico.

## Dostop
Iz Bašlja mimo brunarice Gamsov raj vodi gozdna cesta in kasneje dobro označena pešpot, ki jo povprečen pohodnik opravi v 20-30 minutah.